# Harriet la espía
Harriet la espía (En inglés Harriet the Spy) es una película estadounidense de comedia de aventuras de 1996, dirigida por Bronwen Hughes y protagonizada por Michelle Trachtenberg como Harriet y Rosie O'Donnell como la niñera. Fue producida en asociación por Nickelodeon Movies, Rastar y Paramount Pictures, siendo la primera película en ser producida bajo el nombre de Nickelodeon Movies.
La película es una adaptación de la novela de 1964, Harriet the Spy, escrita por Louise Fitzhugh. Una segunda adaptación fue realizada en 2010 con el título Harriet The Spy: Blog Wars.

## Argumento
Harriet M. Welsch (Michelle Trachtenberg) es, a sus once años de edad, la espía más joven del planeta. Tiene un especial lazo con su niñera Golly (Rosie O'Donnell), quien la anima a hacer realidad sus sueños de ser escritora anotando en un diario todo lo que ve lo que la lleva a relatar situaciones de la vida de sus amigos. 
Harriet, jugando una tarde en el parque con sus compañeros del colegio, pierde su libreta de apuntes y la encuentra su compañera de clase, Marion (Charlotte Sullivan), una niña rica con quien tiene una marcada rivalidad. Marion lee frente a sus compañeros lo que Harriet apuntó, creando discordia ante los secretos que esa tarde quedan revelados frente a toda la clase, ya que Harriet escribió abiertamente lo que opinaba de cada compañero. Cuando sus amigos descubren sus anotaciones, forman el llamado club "Caza Espías" planeando terribles venganzas contra Harriet, desde cubrirla completamente con pintura azul, hasta acosarla en la calle. 
Ante esto Harriet decide vengarse, por lo que escribe todos los nombres de sus víctimas en un banco y crea ingeniosos planes de humillación con cada uno de ellos. Pero finalmente, luego de hablar con Golly y con un psicólogo, se reconcilia con sus dos mejores amigos y se convierte en la nueva redactora del periódico escolar.

## Reparto
- Michelle Trachtenberg como Harriet M. Welsch.
- Rosie O'Donnell como Catherine "Ole Golly".
- Charlotte Sullivan como Marion Hawthorne.
- Gregory Smith como Simon "Sport" Rocque.
- Vanessa Lee Chester como Janie Gibbs.
- J. Smith-Cameron como la señora Welsch.
- Robert Joy como el señor Welsch.
- Eartha Kitt como Agatha K. Plummer
- Lindsay Lohan como Rachel Hennessy.
- Cecilley Carroll como Beth Ellen Hansen.
- Nina Shock como Carrie Andrews.
- Connor Devitt como Pinky Whitehead.
- Alisha Morrison como Laura Peters.
- Nancy Beatty como la señorita Elson.
- James Gilfillan como Archie Simmons.
- Dov Tiefenbach como chico de los calcetines violetas.
- Gerry Quigley como el padre de Sport.
- Jackie Richardson como la madre de Janie.
- Roger Clown como el doctor Wagner.

## Banda sonora
La banda sonora original de la película, fue lanzada en CD y casete de audio, el 23 de julio de 1996 por Expedientes Castillo, 13 días después del estreno teatral de la película. Jamshied Sharifi es el compositor de la película.
La siguiente es la lista de temas que conforman la banda sonora:
1. 1 "Harriet the putis " (Jamshied Sharifi)
2. 2 "Trash Tower" (Jamshied Sharifi)
3. 3 "Wack Wack" (Young-Holt Ilimitado)
4. 4 "Sous Le Soleil De Bodega" (Les Vertes negras)
5. 5 "Harriet Runs" (Jamshied Sharifi)
6. 6 "Caramba Leaves" (Jamshied Sharifi)
7. 7 "Es triste putis / No Cats" (Jamshied Sharifi)
8. 8 "Agatha Exterior" (Jamshied Sharifi)
9. 9 "Agatha Interior" (Jamshied Sharifi)
10. 10 "USKA Dura" (Eartha Kitt)
11. 11 "Arrollando" (Jamshied Sharifi)
12. 12 "Leyendo The Notebook" (Jamshied Sharifi)
13. 13 "Harriet se enfrenta a Marion" (Jamshied Sharifi)
14. 14 "Caja con patas" (Jamshied Sharifi)
15. 15 "El mal Harriet" (Jamshied Sharifi)
16. 16 "Su propio mundo" (Jamshied Sharifi)
17. 17 "Clase Vote" (Jamshied Sharifi)
18. 18 "Get Up Offa That Thing" (James Brown)
19. 19 "Coyote Mambo" (Jamshied Sharifi)
20. 20 "Cruisin" (Jamshied Sharifi)
21. 21 "La vida secreta" (Jill Sobule)

Las canciones "Ran Kan Kan" de Tito Puente y "Camisas de fuerza" de Los Straitjackets, a pesar de aparecer en la película, están ausentes en la banda sonora.

## Recepción
La película obtuvo en su mayoría críticas mixtas por parte de los críticos profesionales. En el sito Rotten Tomatoes la película tiene un 47% de aprobación con 30 reseñas hasta el momento, y las audiencias de CinemaScore le dieron una B+. 
Stephen Holden del periódico The New York Times hizo una reseña positiva de la película, aclamado la actuación de Michelle, diciendo que es entrañable y desvordante de ternura. Ian Freer de Empire le dio tres estrellas de 5 a la película, mencionando: "Lo que fácilmente podría haber sido una tontería sensiblera resultó ser algo inteligente, afable y divertido." Barbara Shulgasser del sitio de noticias SFGate hizo una reseña negativa de la película, escribiendo: "Mientras que la novela aparentemente trataba sobre la admirable batalla de una niña en orden de convertirse en una artista frente a la desaprobación de la gente, esta película parece tratar sobre una niñita maliciosa sin escrúpulos. Si una persona así quiere ser artista por mi está bien, pero no tendría porque apoyarla."